# Aradu (F89)
Aradu (F89) je fregata nigerijského námořnictva, která je zároveň jeho vlajkovou lodí. Je první postavenou lodí z německé rodiny válečných plavidel typu MEKO, produkovaných loděnicí Blohm + Voss. Rovněž je to první postavená válečná loď s modulární konstrukcí. V této typové řadě je fregata Aradu označena MEKO 360 H1, přičemž na ní dále navázaly čtyři téměř totožné argentinské torpédoborce třídy Almirante Brown.

## Stavba
Stavba lodi byla objednána v roce 1977. Loď se původně měla jmenovat Republic, před dokončením ji ale přejmenovaly na Aradu. Toto jméno nese dodnes. Kýl lodi byl založen 2. května 1979, trup byl na vodu spuštěn 25. ledna 1980 a do aktivní služby fregata vstoupila 4. září 1981.

## Konstrukce
Na Aradu byl poprvé vyzkoušen modulový způsob instalace zbrojních a elektronických systémů, který je v současnosti značně rozšířený, protože snižuje náklady na provoz a případné modernizace.
Hlavňová výzbroj lodí je poměrně silná. Na přídi se nachází dělová věž s jedním dvouúčelovým 127mm kanónem. Ten doplňují čtyři dělové věže systému Breda DARDO nesoucí dvouúčelové 40mm protiletadlové dvojkanóny Bofors (dvě před můstkem a dvě po stranách hangáru). Na nástavbě je dále umístěn osminásobný vypouštěcí kontejner pro protiletadlové řízené střely krátkého dosahu Selenia Aspide. Protilodní výzbroj tvoří osm kontejnerů obsahujících italské protilodní střely Otomat Mk 2 (čtyři po stranách hangáru a čtyři na nástavbě). Dva trojhlavňové 324mm protiponorkové torpédomety ILAS 3 zajišťují boj proti ponorkám. V zadní části lodi se nachází přistávací plocha a hangár pro dva vrtulníky (původně typu Westland Lynx).
Pohonný systém je koncepce CODOG. Pro ekonomickou plavbu slouží dva diesely MTU 20V 956 TB92 o celkovém výkonu 10 000 hp, zatímco v bojové situaci fregatu pohání dvě plynové turbíny Rolls-Royce Olympus TM3B o celkovém výkonu 50 000 hp. Lodní šrouby jsou dva. Ekonomická rychlost je 18 uzlů, zatímco maximální 30,5 uzlu.

## Operační služba
Jedná se o nejvýznamnější jednotku nigerijského námořnictva. Plavidlo však nemalou část své služby nebylo schopné provozu. V roce 1987 s ním posádka dvakrát narazila do překážky a do roku 1994 byla loď opravována. Poté byla od následujícího roku 1995 dlouhodobě nečinně ukotvena v přístavu. V průběhu dekády mezi lety 1999–2009 byla mimo službu plnou polovinu času (roky 2002–2004 a 2008–2009).
Dne 6. června 2023 turecká loděnice Dearsan získala kontrakt na generální opravu a modernizaci fregaty. Modernizace se uskuteční v loděnici Dearsan v Tuzle. Součástí kontraktu je i dodávka hlídkové lodě třídy Tuzla. Není to první úspěch této loděnice v Nigérii, neboť v roce 2021 získala zakázku na stavbu dvou hlídkových lodí třídy HE OPV 76.